# Gizela (córka Pepina Krótkiego)
Gizela urodzona w 757 roku. Jedyna córka Pepina Krótkiego i jego żony, Bertrady. Została zakonnicą w klasztorze Chelles, a potem prawdopodobnie została tam ksienią. Przez całe swe życie była blisko związana z Karolem Wielkim - swym bratem, który okazywał jej wielki szacunek. Zmarła w klasztorze w 810 roku.
Bywa utożsamiana ze św. Isbergą.